# Smokowo
Smokowo (Duits: Drachenstein) is een dorp in de Poolse woiwodschap Ermland-Mazurië. De plaats maakt deel uit van de gemeente Kętrzyn en telt 435 inwoners.